# Girolamo Savonarola

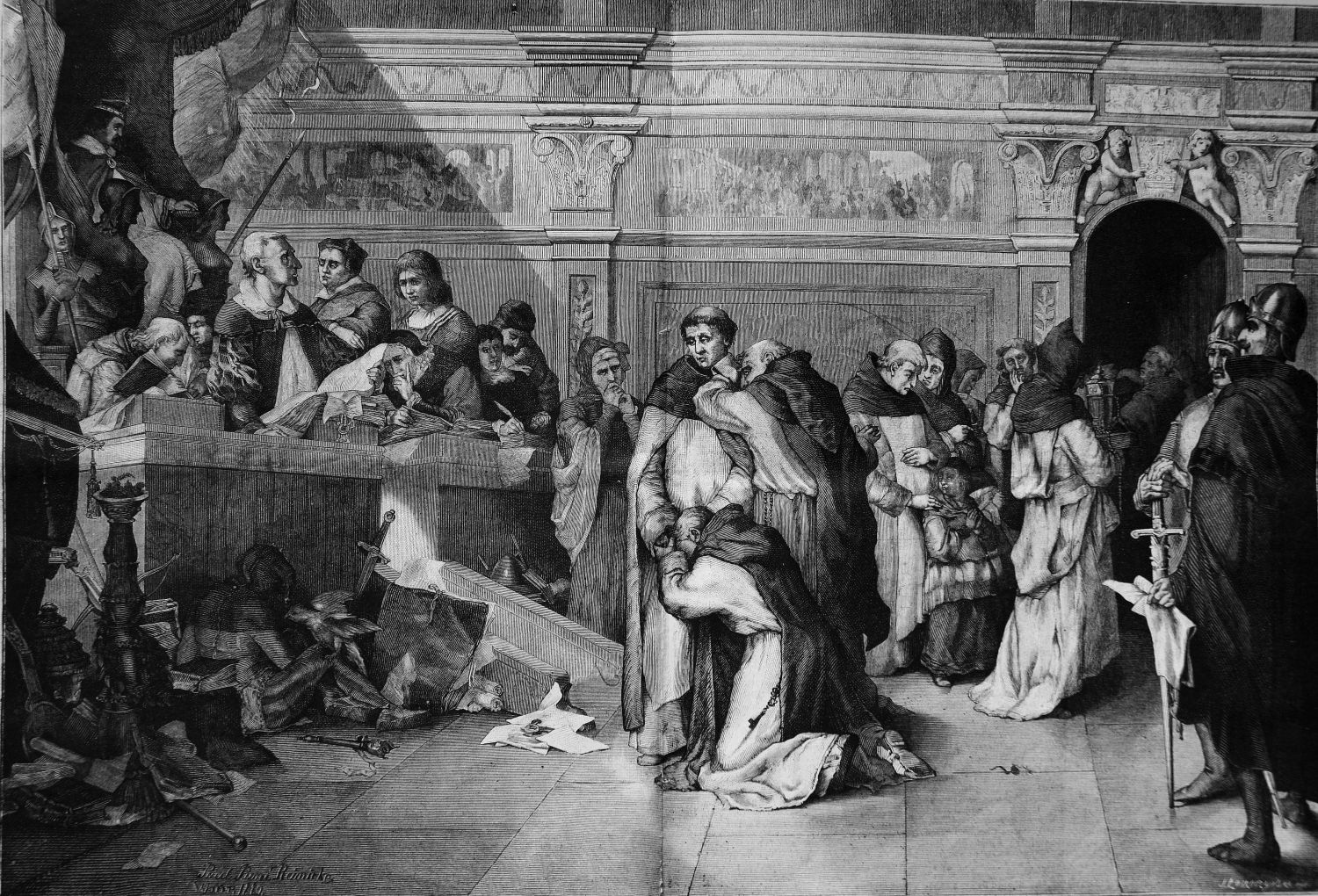
Savonarola przed sądem, rytował Józef Łoskoczyński, drzeworyt sztorcowy, 1881

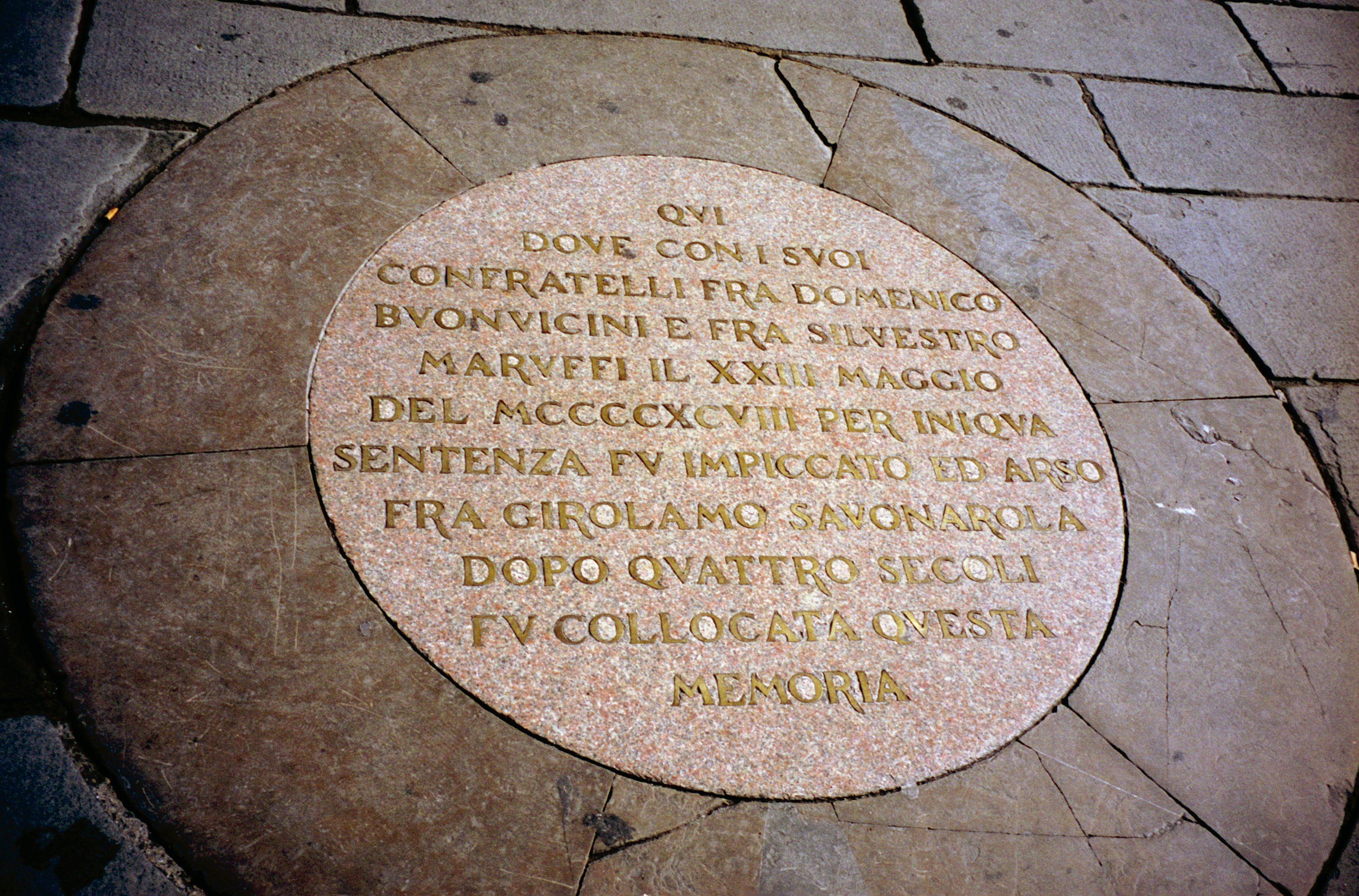
Tablica upamiętniająca egzekucję Savonaroli na Piazza Della Signoria we Florencji

Girolamo Savonarola (pol. Hieronim Savonarola; ur. 21 września 1452 w Ferrarze, zm. 23 maja 1498 we Florencji) – włoski dominikanin, florencki reformator religijno-polityczny. Przez Kościół katolicki uznany, pod koniec XV wieku, za heretyka i schizmatyka, skazany na śmierć przez powieszenie, a następnie spalony na stosie. W połowie XVIII wieku przez papieża Benedykta XIV wymieniony w indeksie „błogosławionych sług Bożych i mężów czcigodnych i znakomitych świętością”.
Bohater wiary wielu wspólnot protestanckich, święty Kościoła anglikańskiego i mariawickiego.

## Życiorys
Urodził się 21 września 1452 roku w Ferrarze. Jego dziadek, Michele, był medykiem na dworze rodu d’Este, gdzie Girolamo rozwinął zainteresowanie filozofią i medycyną. W młodości przeżył zawód miłosny, który sprawił, że tymczasowo porzucił swoje pasje. W 1474 roku postanowił zostać mnichem i wstąpił do zakonu dominikanów w Bolonii. Podczas pierwszego roku nowicjatu napisał pierwszy traktat „O upadku Kościoła” (łac. De ruina ecclesiae). Kilkakrotnie zmieniał miejsce pobytu, aż w 1482 roku kapituła lombardzka skierowała go do Florencji, gdzie miał zostać nauczycielem w nowicjacie i lektorem w klasztorze św. Marka. Rozpoczął głoszenie kazań, które nie zostały przychylnie przyjęte. Głównym powodem był fakt, że Florencja uchodziła wówczas za największy ośrodek humanizmu i szerzyła się tam obojętność na wiarę i rozluźnienie obyczajów. Według późniejszych relacji samego Savonaroli, miał on wówczas wizję, w której objawił mu się anioł i wyznaczył go na wykonawcę woli bożej. W 1485 roku zaczął głosić, że zbliża się koniec świata. Rozzłościło to jego przełożonych, którzy wysłali go do Bolonii. Na wniosek Giovanniego Pico della Mirandoli, Wawrzyniec Wspaniały sprowadził Savonarolę z powrotem do Florencji w 1489 roku.
Tym razem jego kazania o zbliżającej się Apokalipsie i nawoływania do odnowy moralnej zaczęły odnosić skutek. Ponadto przyciągały rzesze tłumów, które nie były w stanie zmieścić się w klasztorze, dlatego Girolamo zwrócił się do przełożonych o możliwość przeniesienia się do katedry Santa Maria del Fiore. W 1491 roku po raz pierwszy głosił w niej homilię i oskarżył Medyceusza o upadek obyczajów i rozrzutność finansową. Wawrzyniec wysłał do niego urzędników grożąc mu wygnaniem, lecz Girolamo ich zignorował. Savonarola kontynuował swoje nauki, głosząc odnowę moralną oraz życie w zgodzie z Ewangelią. W 1491 roku został wybrany przeorem klasztoru św. Marka. Rok później, gdy Wawrzyniec był na łożu śmierci poprosił, aby Girolamo go wyspowiadał. Dominikanin zgodził się, jeśli Medyceusz przywróci Florentczykom prawa. Ponieważ władca nie wyraził na to zgody, Savonarola nie przybył. Następnie skupił się na reformie konwentu św. Marka, który (za zgodą papieża) oderwał od prowincji lombardzkiej i nakazał braciom ściśle przestrzegać reguły zakonnej. Został także wybrany wikariuszem generalnym nowej kongregacji.
W sierpniu 1494 roku do Italii wkroczył król Francji Karol VIII Walezjusz, w celu odebrania Królestwa Neapolu Alfonsowi II. Piotr II Medyceusz zadecydował o wpuszczeniu wojsk francuskich do Florencji, co spotkało się z oburzeniem społeczeństwa. Signoria postanowiła wysłać do Karola VIII posłów, m.in. Savonarolę. 13 listopada doszło do spotkania z królem, którego Girolamo witał jako reformatora. Podczas pobytu Walezjusza, Signoria podjęła decyzję o wygnaniu Medyceuszy z miasta. Po opuszczeniu miasta przez Francuzów, dominikanin został poproszony przez Florentczyków o radę w sprawie odbudowy kraju. Pomimo że był zwolennikiem teokracji, zaproponował ustrój na wzór Republiki Weneckiej. Spotkało się to z aprobatą, ale spowodowało także zamieszki. Ponieważ, pomimo obalenia Medyceuszy, Florencją nadal zarządzały wpływowe rody, Savonarola zradykalizował swoje kazania, głosząc że każdy kto sprzeciwia się rządowi powinien być karany grzywną. W tym czasie toczyły się wojny włoskie, w których porażkę poniósł Karol VIII i musiał wracać do Francji. Savonarola był zawiedziony takim obrotem spraw i wysłał do Walezjusza list, w którym podkreślił, że leży mu na sercu przede wszystkim dobro króla, aniżeli Florentczyków. Spowodowało to znaczny wzrost przeciwników Girolamo. 17 czerwca 1495 roku dominikanin spotkał się z królem i nakłonił go do kontynuowania walki, lecz 6 lipca w bitwie pod Fornovo armia francuska została pokonana przez wojska Ligi Świętej i zmuszona do odwrotu.
Po odejściu Francji, mieszkańcy Florencji obawiali się powrotu Medyceuszy. Silną pozycję nadal miał Savonarola, jednak był atakowany przez papieża oraz franciszkanów. W jednym z kazań stwierdził, że nie będzie posłuszny papieżowi, nawet gdyby nałożył na miasto interdykt. 21 lipca 1495 roku Aleksander VI wysłał do niego list z prośbą o stawienie się w Rzymie, jednak dominikanin odmówił, usprawiedliwiając się chorobą. Przesłał także papieżowi swoją książkę „Kompendium cudów” (łac. Compendio di rivelazioni). 8 września papież wysłał list do franciszkanów z klasztoru św. Krzyża, którzy byli przeciwnikami Savonaroli. Zakazał głoszenia kazań pod karą ekskomuniki i nakazał udać się tam, gdzie rozkaże. Trzy tygodnie później Girolamo odpowiedział na list, deklarując podporządkowanie się woli papieża. Mimo zakazu, miał duże grono zwolenników, zwłaszcza wśród kobiet. Pod wpływem jego nauk, wprowadzały w domach posty, przez które Signoria musiała obniżyć podatki rzeźnikom w obawie przed bankructwem. Pod koniec 1495 roku Signoria zaczęła zabiegać o uchylenie zakazu głoszenia kazań. Aleksander VI udzielił zgody, pod warunkiem ograniczenia radykalizmu dominikanina w krytyce Kurii Rzymskiej i Girolamo 17 lutego 1496 roku wystąpił publicznie. Podczas homilii obiecał posłuszeństwo Rzymowi, jednak zaznaczył, że papież jest nieomylny jedynie w sprawach wiary. Tydzień później ponownie zaatakował Kurię, zarzucając rozpustę i upadek obyczajów. W Niedzielę Palmową 1496 roku ogłosił Jezusa królem Florencji.
Jesienią 1496 roku papież wysłał do szesnastu klasztorów italskich brewe, w którym zapowiedział utworzenie kongregacji toskańsko-rzymskiej, co miało odebrać władzę Savonaroli. Zwolennicy Girolamo sprzeciwili się i zapowiedzieli, że nie podporządkują się takiej decyzji. Aleksander VI postanowił tymczasowo wycofać swój wniosek. Dominikanin wzmocnił swoje kazania i jeszcze ostrzej atakował papieża i Kurię. Wobec tego, 13 maja 1497 roku Aleksander nałożył na niego ekskomunikę, zarzucając odmowę przybycia do Rzymu, głoszenie fałszywych doktryn i nieprzyłączenie konwentu św. Marka do prowincji toskańsko-rzymskiej. We Florencji ekskomunika ukazała się dopiero 18 czerwca, lecz Savonarola nie uznał jej ważności, powołując się na traktaty francuskiego teologa Jeana Gersona, który podczas soboru w Konstancji twierdził, że od ekskomuniki można odwołać się do soboru. Pod koniec czerwca wysłał do papieża list z kondolencjami z powodu śmierci jego syna Jana, zamieszczając w liście także ocenę niemoralności Aleksandra. Ponieważ pozycja dominikanina we Florencji zaczęła maleć, zaprzestał on głoszenia kazań i skupił się na pracy nad swoim magnum opus „Triumf krzyża” (łac. Triumphus Crucis). W październiku napisał kolejny list do papieża, zawierający chęć pojednania i prośbę o przebaczenie, jednak pozostał on bez odpowiedzi. W Boże Narodzenie, pomimo nałożonej anatemy, odprawił mszę, na której udzielał Eucharystii. Na początku 1498 roku po kolejny raz wygłosił kazanie, w którym zaatakował Rzym, przez co papież zagroził nałożeniem na miasto interdyktu. Savonarola wysłał listy do władców Francji, Anglii, Hiszpanii, Węgier, Polski i Niemiec, w których twierdził, że Aleksander VI jest niegodnym papieżem.
9 marca 1498 roku papież wystosował brewe, w którym zarzuca Signorii florenckiej ochronę Savonaroli, obiecując jednocześnie sojusz. Dziewięć dni później rządzący zakazali Girolamo głoszenia kazań. 25 marca franciszkanin Francesco di Puglia wezwał dominikanina do przebycia „próby ognia” (rodzaj sądu Bożego), na którą zgodził się najbliższy współpracownik Savonaroli – Domenico Buonvicini. Wydarzenie miało się odbyć 7 kwietnia, jednak przeciąganie negocjacji oraz ulewny deszcz spowodowały, że się nie odbyło. W wyniku tego, poparcie społeczne dla Girolamo znacznie zmalało. Następnego dnia mieszkańcy miasta szturmowali klasztor św. Marka, jednak dominikanin został wcześniej aresztowany przez władze miasta. Papież wyraził zgodę, by Savonarola był sądzony we Florencji, a także zniósł trzy podatki nałożone na miasto.
Pierwszy proces odbył się w kwietniu, po tym jak powołana przez miasto komisja zbadała działalność Girolamo. Komisja używała tortur, celem wymuszenia fałszywych zeznań. Publikacja zeznań sprawiła, że mieszkańcy krytycznie ocenili pracę sędziów, lecz nowo wybrana Signoria nie zgodziła się wydać dominikanina Aleksandrowi VI. Papież przysłał jednak swoich delegatów: generała zakonu Gioacchina Torrianiego i księdza Francesca Ramolinesa.  Przeprowadzili trzydniowe przesłuchania i tortury, a 22 maja sąd skazał Savonarolę i dwóch jego towarzyszy Domenica Buonviciniego i Silvestra Maruffiego za herezję, wykluczył z Kościoła i wydał ich władzy świeckiej. Następnego dnia trzem zakonnikom pozwolono się wyspowiadać i przyjąć Eucharystię, a namiestnik papieża ogłosił, że papież udzieli im odpustu zupełnego. Tego samego dnia zostali powieszeni, a następnie spaleni na stosie. Prochy wrzucono do rzeki Arno, aby nie pozostała po nich żadna relikwia.

## Rehabilitacja Savonaroli
Według Roberto Ridolfiego i innych katolickich biografów, z punktu widzenia kanonicznego ekskomunika była nieważna, gdyż brakło warunku formalnego nieposłuszeństwa (zachodził więc error intolerabilis – błąd niedopuszczalny). Opinię tę podzielali też teolodzy i święci. W 1500 roku w Rzymie jawnie sprzedawano medale wybite ku czci Savonaroli, „błogosławionego męczennika”.
Następcy Aleksandra VI, Juliusz II i Leon X, mimo nalegań wrogów Savonaroli nie potępili jego osoby i pism. Ostatni z nich nakazał wręcz Rafaelowi namalowanie postaci Savonaroli obok św. Tomasza z Akwinu na obrazie przedstawiającym debatę na temat Najświętszego Sakramentu. Paweł III oświadczył, że uzna za heretyka każdego, kto atakowałby jego pamięć. W roku 1558, za panowania Pawła IV, specjalna komisja papieska poddała ocenie wszystkie pisma Savonaroli i uznała je za wolne od wszelkich błędów dogmatycznych. W połowie XVIII wieku Benedykt XIV, który wysoko cenił Savonarolę, uznał za dopuszczalne nie tylko cytować go wielokrotnie w swym dziele „O uświęceniu sług Bożych” (łac. De servorum Dei beatificatione, 1751), ale także w ósmym jego tomie, w indeksie zawierającym spis „błogosławionych sług Bożych i mężów czcigodnych i znakomitych świętością”, zamieścił jego nazwisko.